# Yoshihiro Sakaguchi

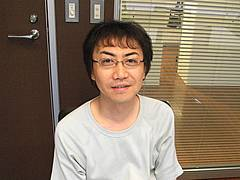
Yoshihiro Sakaguchi

Yuukichan's Papa is een pseudoniem gebruikt door Yoshihiro Sakaguchi (坂口由洋, Sakaguchi Yoshihiro). Hij is een ex-componist voor Capcom en produceerde onder andere muziek voor de eerste twee Mega Man spellen op de Nintendo Entertainment System. In 2006 was hij ook de sound editor bij vier afleveringen van de animeserie Ergo Proxy. In 2007 was Sakaguchi schrijver van aflevering 1.5 van 'Street Fighter: The Later Years' (een satirische serie gebaseerd op de Street Fighter spellen).

## Werk
- 1943: The Battle of Midway
- 1943 Kai
- Adventure Quiz 2: Hatena? no Daibouken
- Avengers -- with Tamayo Kawamoto
- Dokaben 2
- Final Fight
- Forgotten Worlds -- Met Tamayo Kawamoto
- Mahjong Gakuen 2: Gakuen-chou No Fukushuu
- Mega Man -- Met Manami Matsumae
- Mega Man 2 -- Met Ogeretsu Kun en Manami Matsumae
- Samurai Sword (Famicom Disk System) -- Geluid Programmering
- Son Son 2 -- MEt Manami Matsumae
- Street Fighter
- Street Fighter II -- Sound Design
- Warriors of Fate -- Geluid Programmering
- Ducktales -- soundtrack composer